# Paula Bartron
Paula Bartron, född 1958, är en svensk-amerikansk glaskonstnär.
Paula Bartron föddes och fick sin utbildning i USA. Från slutet av 1970-talet har hon arbetat som lärare vid Konstfack. Paula Bartron har introducerat och utvecklat olika nya glastekniker som slumpning, fusing och ugnsgjutning.